# 해돋이도서관
해돋이도서관(Haedoji Public Library) 은 인천광역시 연수구 소재의 구립 공공 도서관으로, 여행과 그림책을 주제로 한 특화서비스를 제공하고 있다.  

## 연혁
2016년 4월 1일 개관하였고, 연수구에서 직영 운영하고 있다.

## 시설 현황
해돋이도서관은 해돋이공원 내에 위치하고 있으며, 어린이자료실, 북카페, 종합자료실, 해돋이홀 등으로 구성되어 있다.
특히, 2층 종합자료실에서는 전국 최초로 도입된 스마트서가 시스템을 이용하여 자료를 찾아볼 수 있다.
- 1층: 어린이자료실, 북카페, 안내데스크, 사무실
- 2층: 종합자료실, 디지털자료실, 해돋이홀`

## 갤러리

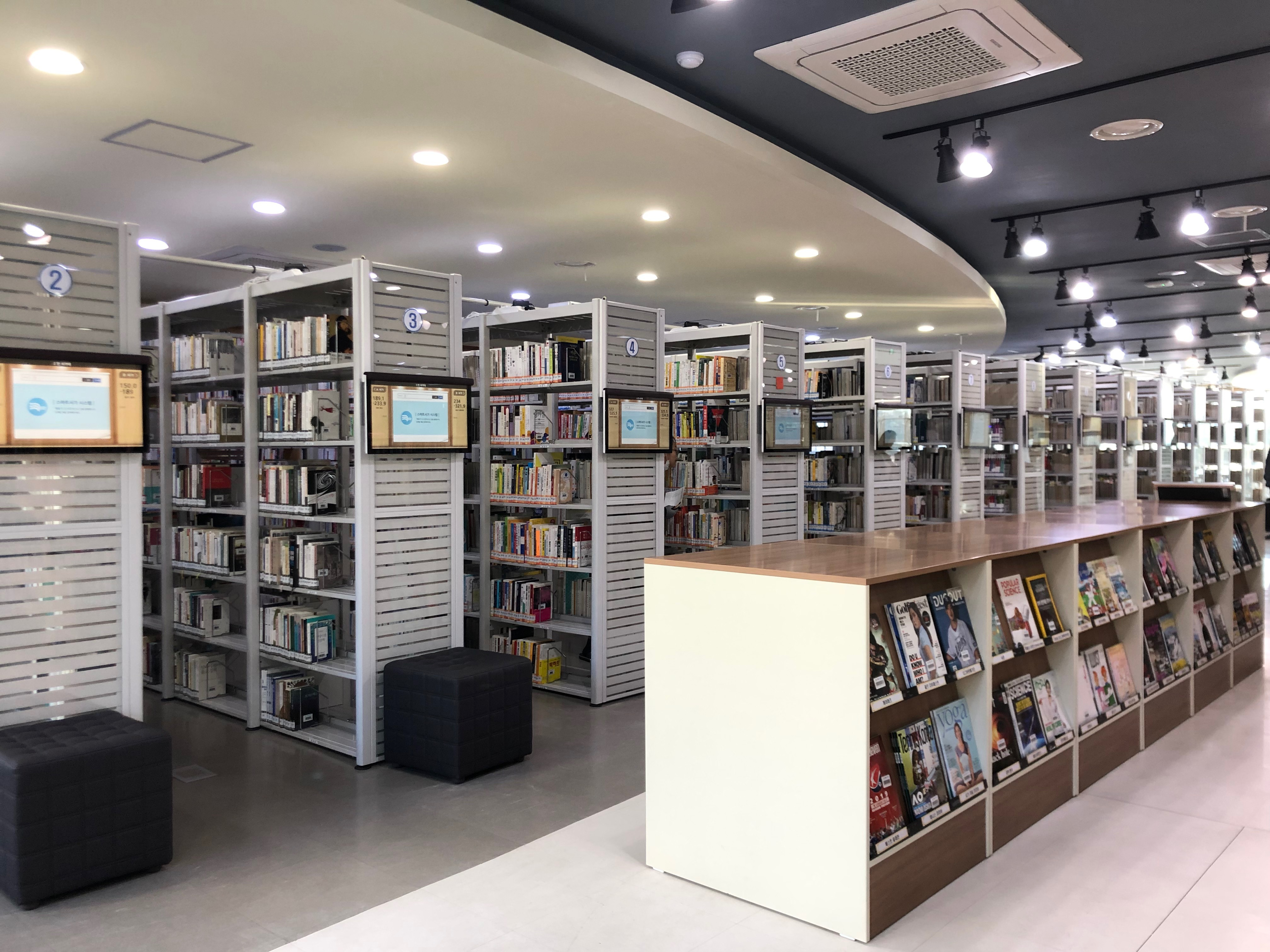
해돋이도서관 종합자료실
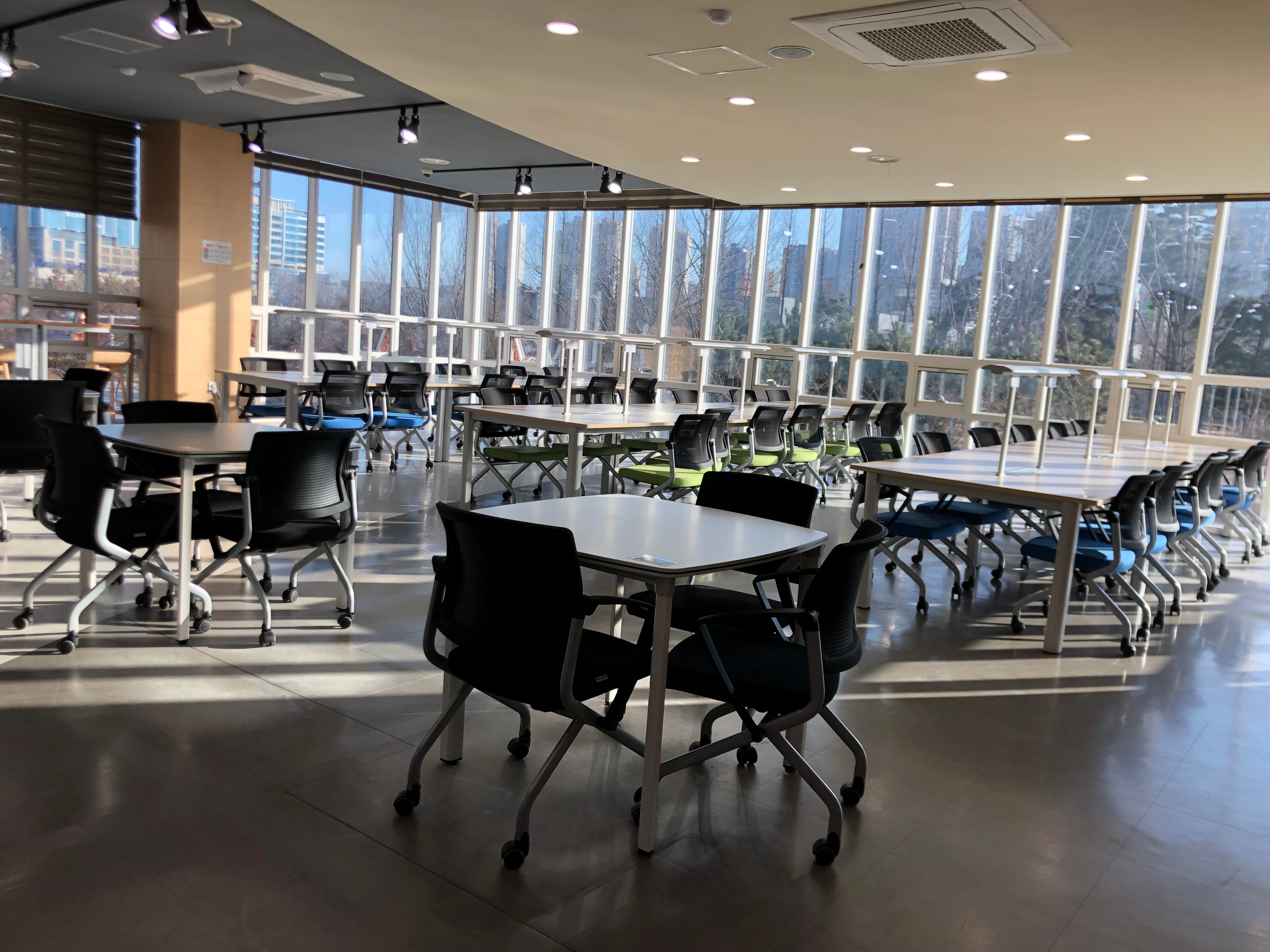
해돋이도서관 종합자료실 열람공간
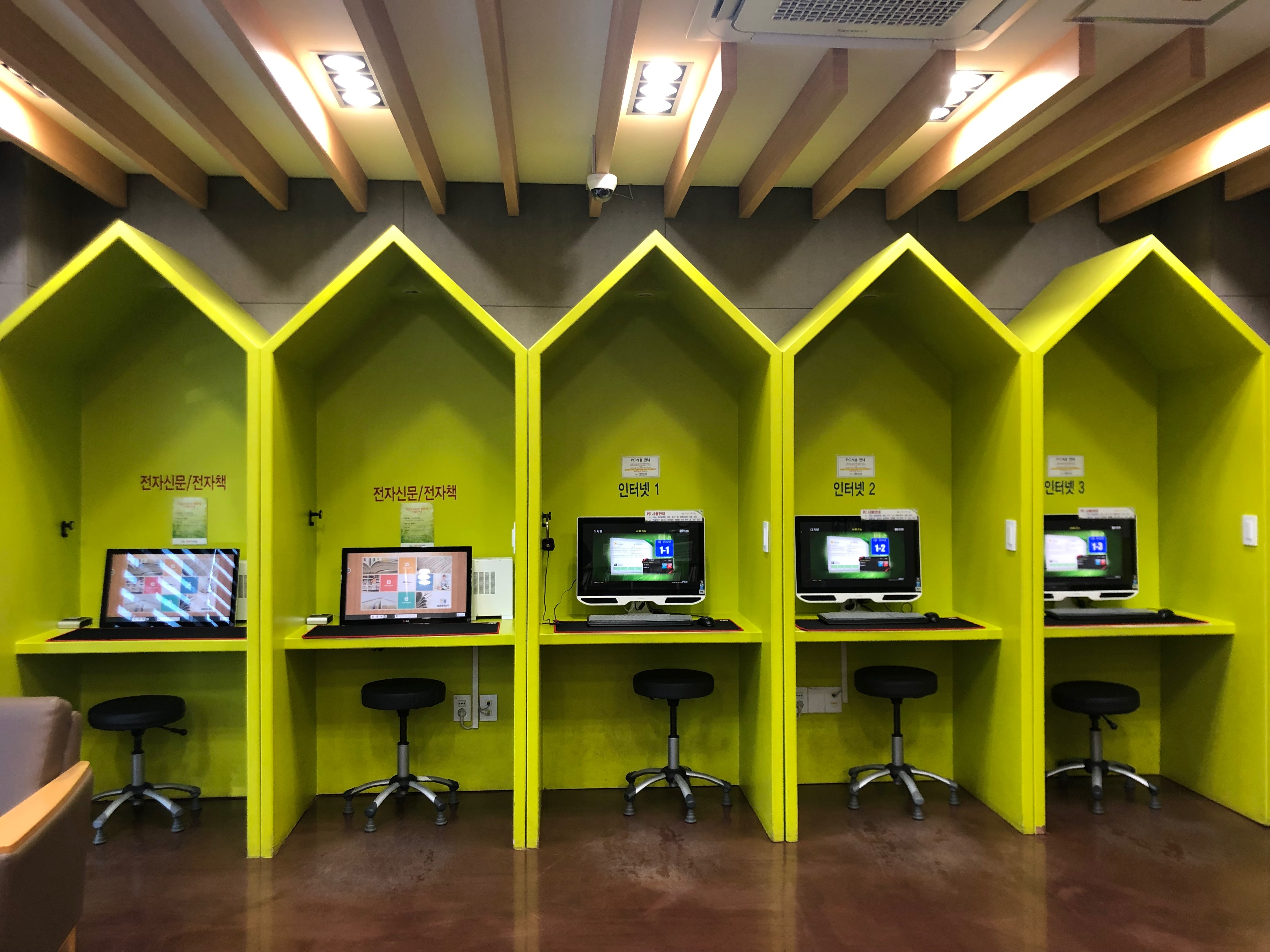
해돋이도서관 북카페
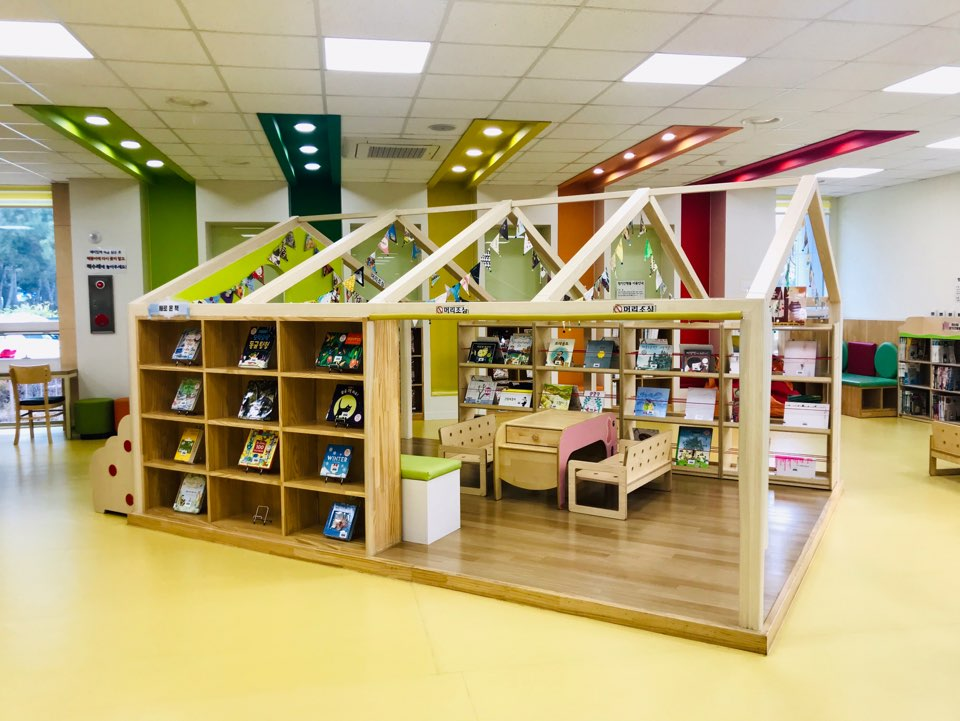
해돋이도서관 어린이자료실